# Путь из варяг в греки

Торговые пути Восточной Европы в конце X века

Путь «из варя́г в гре́ки» (также Варя́жский путь или Восто́чный путь) — водный (морской и речной) путь из Балтийского моря через Восточную Европу в Византию.
Один из водных путей экспансии варягов из района проживания (побережье Балтийского моря) на юг — в Юго-Восточную Европу и Малую Азию в начале X века — середине XIII века. Как пишет академик Д. С. Лихачёв, этот торговый путь «был в Европе наиболее важным вплоть до XII века, когда европейская торговля между югом и севером переместилась на запад».

## Предыстория
По мнению британского учёного Томаса Кендрика, начало IX века было отмечено борьбой варягов (скандинавов), известных византийцам как rus' или Rhos (῾Ρῶς) за контроль над торговым путем по Днепру. Согласно Кендрику, торговым походам варягов препятствовали хазары, жившие в низовьях Днепра и северном Причерноморье. Походы варягов увенчались изгнанием хазар из района современного Херсона. После этого варяги предприняли набег на южное побережье Чёрного моря и разграбили там в Пафлагонии византийский город Амастриду. Упоминание набега варягов на Амастриду содержится в жизнеописании византийского епископа святого Георгия Амастридского. О том, в какие годы был совершён этот набег, не известно (наиболее вероятно, в 830-е годы). Кендрик считал, если это произошло в самом начале века, то не исключено, что предводителем варягов мог быть тот же легендарный Бравлин, который возглавлял набег на крымский Сурож.

## География

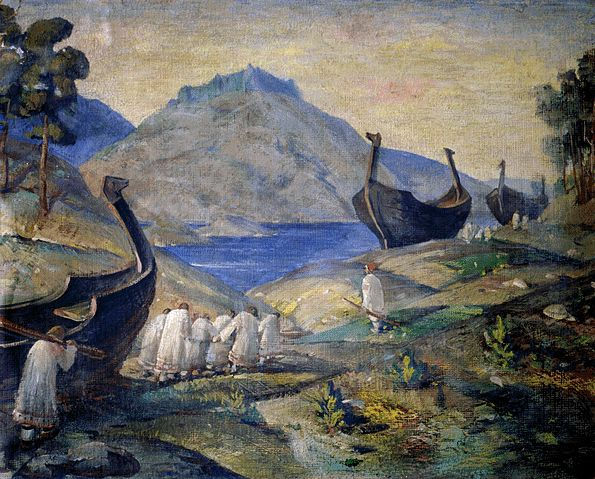
«Волокут волоком». Н. К. Рерих, 1915

Путь «из варяг в греки» упоминается в источниках один раз — в легенде о путешествии апостола Андрея из Крыма в Рим через Ладогу, предположительно, вставленной в «Повесть временных лет» игуменом Выдубицкого монастыря Сильвестром в 1116 году по приказу Владимира Мономаха. Автор «Повести временных лет» описал путь таким образом:
Бѣ путь изъ варѧгъ въ греки . и изъ грекъ по днѣпру . и верхъ днѣпра волокъ до ловоти . [и] по ловоти внити в ылмерь ѡзеро великоє . из негоже ѡзера потечеть волховъ и вътечеть в озеро великоє нево . [и] того ѡзера внидеть оустьє в море варѧжьскоє . и по тому морю ити до рима а ѿ рима прити по томуже морю ко цр҃югороду а ѿ цр҃ѧгорода прити в понотъ морѧ в неже втечет днѣпръ рѣка.
Несмотря на то, что летописец называет этот путь путём «из варяг в греки», описан он в обратном направлении, как путь «из грек в варяги».
Новгородская летопись 1199 года гласит, что из Новгорода во Владимир едет посольство просить одного из сыновей великого князя Всеволода Большое Гнездо на княжение в Новгород. Князь Мстислав Удалой идёт защищать Новгородскую землю от владимиро-суздальских князей тоже этим же путем (1216 год). И, наконец, в 1229 году новгородцы пустились в погоню за литовцами, опустошившими всё верховье Волги, опять-таки «Серегером», мимо Березовского городища. Татаро-монголы пошли на Новгород, по-видимому, также этим путем, хотя он и был длиннее прямого сухопутного — на Вышний Волочок и Крестцы — на 6 переходов. А путь этот обозначен в хрониках по озеру Селигер к Березовскому городищу, волоком в озеро Щебериха (2,5 км), а затем через реки Щебериху и Полу в озеро Ильмень.
По мнению Б. А. Рыбакова, летописец детально описывал только вторую половину пути — «из грек», то есть из Византии, в «варяги», иначе в Балтийское море. Этот путь и проходил по русским землям. В Константинополь же варяги плыли вокруг Европы «до Рима», как значится во второй половине сообщения летописи.
По версии Е. В. Пчелова, летописец знал о «нормальном» направлении пути, назвав его «путём из варяг в греки». Но для летописца более актуальным был путь, по которому шла христианизация Руси, из Византии, с юга на север, и поэтому путь оказался описанным «из грек».
В переводе на современные названия, путь от древних торговых центров Скандинавии (Сигтуна, Бирка или Висбю) и южного берега Балтики (Волин /Винета, Йомсбург/, Старигард, Ральсвик на острове Рюген, Щецин) проходил Балтийским морем  через Финский залив, затем по реке Неве (здесь были пороги), по штормовому Ладожскому озеру, реке Волхов (ещё одни пороги) через Рюриково городище в озеро Ильмень, а оттуда вверх по реке Ловать с дальнейшим переходом в Днепр.
Как именно путь проходил от Ловати до Днепра (или в обратном направлении), точно неизвестно. Возможно, маршруты были разными. Один из возможных вариантов пути пролегал через Западную Двину: из Ловати волоком через водораздел до озёр Усвятское и Узмень, откуда по реке Усвяче в Западную Двину.
Наиболее удобные переходы из Днепра в Западную Двину были на участке между Смоленском и Оршей, с одной стороны, и Витебском и Суражем, с другой стороны, где расстояние между Днепром и Западной Двиной доходит до 80 км, а притоки этих рек подходят друг к другу на расстояние до 7—15 км, что делало возможным переправлять суда и грузы волоком.
Предполагается, что существовало два главных пути между Днепром и Западной Двиной.
Первый — из Днепра у села Катынь в озеро Купринское у деревни Лодыжицы (бывшее Лодейницы), из которого весной при высокой воде волоком через деревню Ермаки в реку Удру у деревни Соболи и далее по рекам Удре и Клец в озеро Каспля.
Летом, при низком уровне воды — волоком от озера Купринского через деревню Волоковую в реку Клец или прямо в озеро Касплянское, далее по реке Каспле в Западную Двину.
Существование этого варианта пути подтверждается многочисленными памятниками: укреплённые поселения у начала и конца волока (Лодейницы и Каспля); небольшие укреплённые убежища вдоль трассы (Куприно, Ермаки, Соболи, Волоковая); древние курганы одиночные и групповые на реке Катынке, озере Купринском, реке Удре и озере Каспля. Подтверждают местонахождение волоков и данные топонимики — названия Катынь, Лодейницы, Волоковая.
Второй вариант пути — из Днепра у деревни Комиссарово по реке Березянка до города Рудня, затем волоком через деревню Переволочье в озеро Большое Рутавечь между селом Микулино и деревней Заозерье, далее по реке Рутавечь в Касплю и Западную Двину. На этом пути были также укреплённые пункты: Приволье, Рудня, Микулино, Ковали, Понизовье, Кошевичи, а также большое количество курганов у деревень Заозерье, Ковали, Силуяново и других. Топоним Переволочье также подтверждает наличие здесь волока.
Без сомнения, были и другие варианты перехода из Днепра в Западную Двину, но они не так явно прослеживаются по археологическим данным.
Путь по Днепру с пристанями (например Смядин, Любеч, Вышгород, Киев, Триполье, Канев, остров Святого Елферия) выходил в Чёрное море, минуя Днепровские пороги. Далее, на запад, по морю — вдоль черноморского побережья (Румелийского берега) до Константинополя. Перед тем как выйти в Чёрное море, судам требовалась дополнительная оснастка. Близ устья Днепра на острове Березань либо на острове Хортица на Днепре купцы делали остановку для этих целей. Ещё один остановочный пункт существовал на острове Змеиный близ дельты Дуная. От устьев Южного Буга, Днестра и Дуная можно было попасть в Западную Европу.
Путь от Новгорода в Днепр был описан в середине X века византийским императором Константином Багрянородным в его трактате «Об управлении империей». Он же описал один из вариантов связи среднего Поднепровья с волжским торговым путём, через Азовское море, описанный также для IX века в «Книге путей и стран» Ибн Хордадбеха. От Киева также шли сухопутные дороги на восток, в Булгар, и на запад — через Краков в Регенсбург.

### Альтернативные мнения
Некоторые исследователи (С. В. Бернштейн-Коган, Ю. Ю. Звягин, А. Л. Никитин и др.) подвергают сомнению существование пути «из варяг в греки» как постоянно действующей транзитной торговой магистрали (не отрицая возможности отдельных плаваний). Приводимые ими аргументы можно разделить на три группы:
- География. Трудность плавания, в котором необходимо преодолевать волоком два водораздела — между Ловатью и Западной Двиной и между Западной Двиной и Днепром. Причём расстояние по маршруту Балтика — Волхов — Ловать — Западная Двина — Днепр (с двумя волоками) в 5 раз больше, чем по маршруту Балтика — Двина — Днепр (с одним волоком), проходящему напрямую из Балтийского моря по Западной Двине через города Рига, Полоцк и Смоленск. Затем через волоки в Верхнее Поднепровье (река Друть) и далее вниз по Днепру в Чёрное море. Существует и не менее удобный путь Балтика — Висла — Буг — Припять — Днепр (также с одним волоком), проходящий через города Хельм, Плоцк, Брест, Пинск и Туров, сразу выходящий в район Киева[15].
- Источники. Отсутствие упоминаний о подобных плаваниях в скандинавских сагах (саги свидетельствуют о зимнем передвижении по территории Руси[16]) и отсутствие в византийских источниках упоминаний о скандинавских купцах и скандинавах вообще ранее второй половины XI века[17][18][19]. Впервые о воинах скандинавского происхождения — «варангах» — говорится в императорском хрисовуле 1060 года (прочие упоминания находятся в более поздних документах, даже если они описывают события более ранних лет). Однако Бертинская летопись под 839 годом упоминает послов Руси при византийском дворе, как скандинавов по предположению франков[20].
- Археология. Отсутствие кладов между Витебском и Великими Луками свидетельствует, что путь из Днепра на Ловать имел в основном внутреннее значение[21][нет в источнике]. Курганы № 38 и № 47 из Лесной группы Гнёздова, безусловно связанные как со скандинавской, так и с балтийской культурами, свидетельствуют о функционировании пути между верхним Днепром и Балтийским морем через устье Западной Двины. А по малому количеству археологических находок византийского происхождения, как в Швеции и Готланде, так и по всему предполагаемому маршруту, можно предполагать отсутствие развитых связей между ними и Византией, в том числе через Русь[12][22]. Например, при раскопках в Бирке (Швеция) арабские монеты найдены в 106 погребениях, англосаксонские — в восьми, и только в двух — византийские; из более чем 110 тыс. монет, найденных в 700 кладах на острове Готланд к середине XX века византийских — всего 410[23][24]. Немногочисленные вещи византийского происхождения, найденные в Новгороде, относятся к культурным слоям XI века. Если по другому важнейшему торговому пути Восточной Европы — Волжскому — археологические находки: оружие, украшения, клады, в том числе с византийскими монетами (всего более трёхсот монет), свидетельствующие о постоянном движении по этому маршруту, присутствуют и по Волге (вплоть до верховий и далее по Волхову до Ладоги), по Оке, по Западной Двине, то в Поднепровье, за исключением районов Киева и Смоленска, таких находок нет. Соответственно на средний Днепр (на север вплоть до земли радимичей) монеты попадали со средней Волги через Оку и Сейм, а на верхний Днепр — с верхней Волги[25].

Среди историков существует также мнение, что путь «из варяг в греки» распадался на три основных направления: 1) Смоленско-Новгородско-Балтийское — по нему, начиная с XIII века, шла основная торговля с Ганзой; 2) «греческое» — по нему до середины XIII века осуществлялись связи Киева с Византией; 3) Киево-Новгородское — использовавшееся главным образом для внутренней торговли и сношений.
Широтный путь росов с верховьев Днепра «в чёрную Булгарию и Хазарию» на Волгу, описанный в 42 главе византийского трактата X века «Об управлении империей», совпадает с выводами археологов о том, что широтный торговый путь «Западная Двина — Днепр — Ока — Волга» был главной коммуникационной артерией в истории раннего Гнёздова, а «Путь из варяг в греки» стал в Гнёздове основной торговой магистралью только с середины X века.
А. Л. Никитин показал, что «Путь из варяг в греки» по Днепру практически не использовался до правления кагана Святослава, а древность этого пути была выдумана редактором «Повести временных лет» для обоснования посещения апостолом Андреем Русской земли в то время, когда он путешествовал из Константинополя в Рим по Дунаю по пути в 5—6 раз короче, чем путь по Днепру. Система волоков, соединявших Новгород на Волхове и верховья Днепра, в отличие от Волжского торгового пути, до второй половины X века не претендовала на общеевропейское значение и связывала только русские земли. До XII века проложенный в духовной литературе, возможно, Наумом Охридским маршрут апостола Андрея «из грек в варяги», где место варягов занимали славянские народы, особенно Великой Моравии, проходил по Дунаю. Видимо, именно для доказательства пребывания апостола Андрея в Киеве «Повесть временных лет» не только перенесла торговые пути конца X века в I век, но и утверждала их существование в последующие века, пересказывала также из того же списка, где была и легенда о путешествии апостола Андрея по Дунаю, якобы происходившие на пути из варяг в греки и другие события и легенды из жизни славянских народов, живших на берегах Дуная, Эльбы и Одера, причём перенесла их на берега Днепра и Волхова вместе с добросовестно переписанными киевским летописцем, не знакомым с нижним течением Днепра, географическими особенностями устья Дуная.

## Перевозимые товары
Из Скандинавии вывозили железо-сырец, амбру, моржовую кость, изделия из китовой кожи (корабельные канаты и др.), оружие, художественные изделия, а также предметы, награбленные викингами в Западной Европе (французские вина, ювелирные изделия и драгоценности, шёлковые и батистовые ткани, серебряную утварь); из Византии — вина, пряности, ювелирные и стеклянные изделия, дорогие ткани, иконы, книги; из Прибалтики — янтарь; из Северной Руси (Новгорода) — «мягкое золото» (меха соболей, куниц, выдр, бобров и др.), льняные ткани, лес, мёд, воск, кованую и керамическую утварь, оружие, кожи, смолу; из Южной Руси (Киева) — хлеб, различные ремесленные и художественные изделия, серебро в монетах и т. д.; с Волыни — шиферные пряслица и др. Другим важным товаром были рабы: дети и молодые люди, забранные викингами на землях покорённых славянских племён для продажи на рынках Константинополя.

## Значение

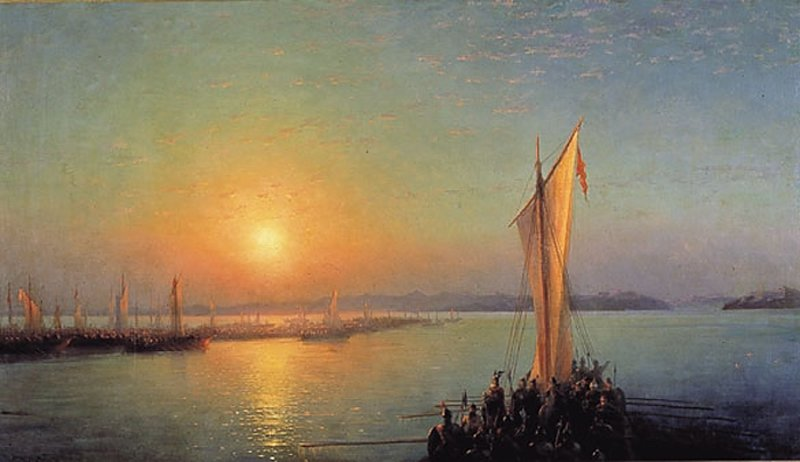
Айвазовский И. К. Варяжская сага — путь из варяг в греки. 1876

Считается, что разведку речных путей к Чёрному морю и далее к Миклагарду (Константинополю) проводил ещё Ивар Широкие Объятья (VII век). Скандинавские саги приписывают открытие пути Эйрику Путешественнику, дошедшему до «Луга бессмертия» Одаинсак. Это подтверждается походом русов на южное побережье Чёрного моря (Амастрида) в начале IX века и набегом русов под предводительством князя Бравлина на Сурож в Крыму в конце VIII века; кладами дирхемов, отчеканенных до 832 года, на Правобережье Днепра и в Молдове; связями Ладоги с Великой Моравией через Плеснеск; находками скандинавского происхождения на Волыни; наличием в византийской элите выходцев из Скандинавии. Так Ингер-Ингвар, отец Евдокии, жены Василия I, стал митрополитом Никеи в 825 году.
Вначале этот путь, как и параллельные ему, использовались варягами для грабительских набегов на экономически и культурно более развитые города и страны Европы, а также Византию. Впоследствии этот путь стал важным торговым маршрутом между Скандинавией, Северной Европой, богатой Византией, Востоком.
Предполагается, что становлению княжеской династии предшествовал длительный процесс развития социально-экономических отношений у славян и финно-угров, в котором скандинавские дружины стали не более чем катализатором в связи с их участием в создании торгового маршрута из Скандинавии в Восточную Европу — Волжского торгового пути, тесно связанного с путём «из варяг в греки». Призвание Рюрика на княжение рассматривается как фольклорное отражение договорных отношений (др.-рус. рядъ) между племенной знатью восточных славян и финно-угров с одной стороны и варяжской дружиной во главе с князем — с другой стороны.
Наибольшее значение путь «из варяг в греки» имел в X — первой трети XI века, во времена княжения Святослава Игоревича и Владимира Святославича. Во второй половине XI — начале XII века усилились торговые связи Руси с Западной Европой, и путь «из варяг в греки» уступил место Припятско-Бужскому, Западно-Двинскому и др.
Со временем значение торгового пути падало. Этому способствовали раздробленность Руси, централизация в странах Скандинавии, упадок Византии (когда в 1204 году Четвёртый крестовый поход разрушил Константинополь и центр мировой торговли переместился в Венецианскую республику). Он, наконец, окончательно пришёл в упадок, когда ордынцы захватили Нижнее и Среднее Поднепровье, и положили конец пути «из варяг в греки».

## Торговля и грабёж. Последующие эпохи

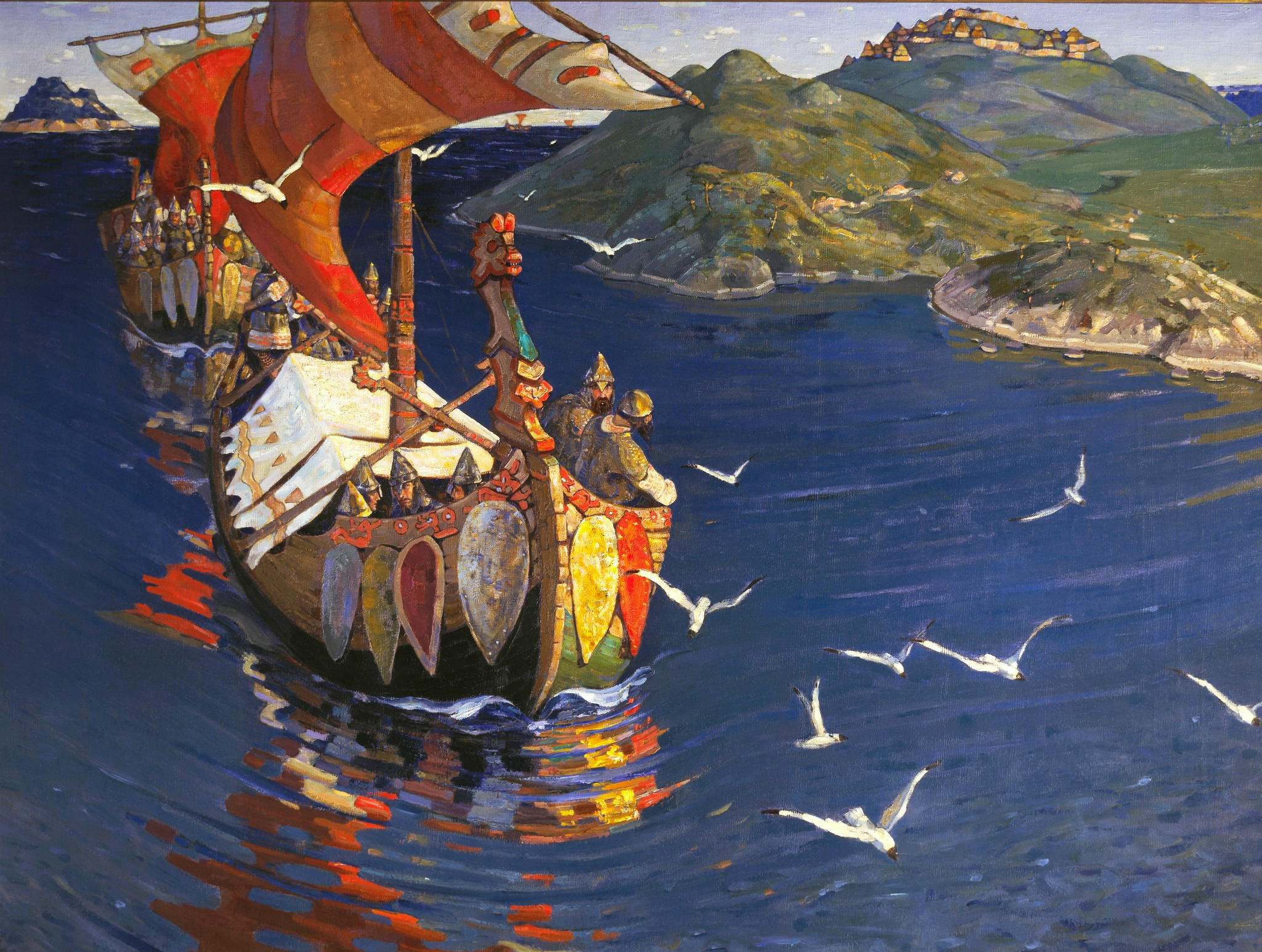
Заморские гости, Николай Рерих, 1899

Поскольку в эту историческую эпоху у племён и сообществ подобных варягам, граница между торговлей (обменом товарами) и грабежом была весьма неустойчива, трудно сказать — когда именно торговля стала превалировать над грабежом и водным пиратством. Даже после образования государства династии Рюриковичей (Древнерусского государства) походы на Константинополь за «добычей» не прекратились.
В более позднюю историческую эпоху этот же водный путь и те же плавсредства использовались запорожскими казаками в их походах на столицу Османской империи Царьград (Стамбул). Для сравнения — аналогичные процессы на водном пути Волга—Каспий — поход казаков во главе со Степаном Разиным в Персию «за зипунами».

## Основные плавательные средства

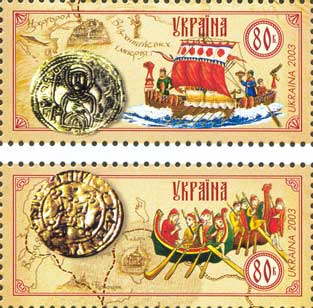
«Совместный выпуск Украины и Эстонии: сцепка „Путь из варяг в греки“ (2 марки): славяне на боевой ладье; высадка скандинавских моряков», 2003

Скандинавы для торгового плавания по Балтийскому морю и впадающим в него рекам использовали суда типа небольших кнорров, а с XII века — шнеккеры (новгородцы называли их «шнеками»). Достоинством северного пути была возможность пройти шхерами, то есть почти не выходя на открытое морское пространство, от берегов нынешней Швеции до устья Финского залива. Это позволяло использовать относительно небольшие корабли, которые могли подняться по рекам до Новгорода, где часть товаров продавалась, часть покупалась, а все грузы переваливались на более мелкие суда, пригодные для плавания по небольшим русским рекам.
Древние русские суда, использовавшиеся для плавания как по рекам, так и морям, принято называть общим термином ладья (лодья). Также существовали «корабли», насады, скедии, бусы и шитики. По сведениям Константина Багрянородного (X век), кривичи и другие племена весной возили в Милиниску (Смоленск) и Чернигогу (Чернигов) большие долблёные ладьи на 30-40 человек — однодерёвки, которые затем сплавлялись по Днепру в Киев. Здесь их переоборудовали, загружали и отправляли вниз по реке. По прошествии порогов, на острове Хортица или Березань ладьи оснащались парусами для плавания берегом Чёрного моря. На местах переволок — в районах Торопца и Смоленска, очевидно, существовала инфраструктура, связанная с волоками — бечевники в мелководных верховьях рек, древесный ход с дрогами на самом волоке и обслуживающие их люди и животные; здесь же были и верфи для небольших речных ладей.
Для плавания по Чёрному морю использовались и византийские торговые суда средиземноморского типа. Они не имели специального наименования и назывались просто «наус», то есть корабль.
Проводка кораблей по шхерам, заливам и рекам осуществлялась под руководством людей особой профессии: по-варяжски их называли штурманами, по-славянски — кормчими, кормщиками, а по-гречески — кибернетами.